# Жадень
Жадень (укр. Жадень) — село, центр Жаденского сельского совета Дубровицкого района Ровненской области Украины.
Население по переписи 2001 года составляло 980 человек. Почтовый индекс — 34132. Телефонный код — 3658. Код КОАТУУ — 5621882401.

## Местный совет
34132, Ровненская обл., Дубровицкий р-н, с. Жадень, ул. Центральная, 180.